# Grubenreihe von Gardom
 Die eisenzeitliche Grubenreihe von Gardom (englisch Gardom Pit Alignment) liegt im Gardom’s-Edge-Komplex, nördlich des Weilers Robin Hood, östlich von Baslow, in Derbyshire in England.
Die archäologische Besonderheit besteht in einer Ost-West-orientierten Reihe von bis zu 70 cm tiefen Gruben, die sorgfältig mit Lehm ausgekleidet wurden und nach feuchtem Wetter voller Wasser stehen. Die Gruben wurden in einer Zeit sich verschlechternder klimatischer Bedingungen während der späten Eisenzeit, die das Überleben in Gardom’s Edge schwieriger gemacht hatte, gegraben.
Es ist möglich, dass die Ausrichtung, in Verbindung mit den verschlechterten Bedingungen, einen rituellen Zweck hatte. Der 1998–1999 untersuchte Grubenkomplex wurde von den Ausgräbern nicht als Viehtränken angesehen. Weitere Theorien halten sie für eine Art territorialer Grenzmarkierung. Weniger wahrscheinlich ist, dass sie zum Reinigen ritueller Objekte benutzt wurden. Möglicherweise stehen die Gruben mit anderen bestehenden Monumenten in Zusammenhang.
In Gardom’s Edge befinden sich zahlreiche weitere Monumente:
- Gardom’s Edge Carved Rock (Felsritzung)
- Gardom’s Edge Enclosure (Meg’s Walls) (Einhegung)
- Gardom’s Edge Ring Cairn
- Gardom’s Edge Standing Stone
- Gardom’s Edge Round House (Rundhaus)
- Three Men of Gardom’s (drei Cairns)

## Anmerkung
1. ↑  Derartige Grubenreihen sind eine wenig bekannte prähistorische Denkmalart auf den Britischen Inseln. Ihre Funktion wird noch nicht recht verstanden. In einigen Fällen hat ein begleitender Wall überlebt. Diese Monumente werden als eingedämmte Grubenausrichtungen (englisch embanked pit alignments) bezeichnet. Sie können auch als segmentierte Reihen (englisch segmented pit alignment) auftreten, die einer gleichen Linie folgen